# Milpa Alta
Milta Alpa – jedna z 16 dzielnic Dystryktu Federalnego Meksyku.
W lipcu 2003 w wyborach lokalnych, Milpa Alta była jedyną dzielnicą, gdzie wybrano kandydata Partii Rewolucyjno-Instytucjonalnej.